# Asemapuisto (Vaasa)
Le parc de la gare (finnois : Asemapuisto) est un parc du quartier Keskusta de Vaasa en Finlande.

## Présentation
Le parc comporte de vieux arbres à feuilles caduques, des groupes d'arbustes et des pelouses. 
Le parc est divisé en deux parties : une zone plus petite côté du centre-ville et une zone plus grande côté de Vöyrinkaupunki.
Dans l'obscurité hivernale du parc, la lumière est fournie par une œuvre d'art en forme de parapluie à diodes électroluminescentes.